# Alexandre Breffort
Alexandre Breffort (Fourchambault, 2 novembre 1901 – Parigi, 22 febbraio 1971) è stato un giornalista, scrittore e drammaturgo francese.

## Origini e percorso
Il percorso di Alexandre Breffort è caotico e pittoresco; originario di Nièvre, viene espulso dalla scuola comunale di Évry.
Prosegue i corsi a "l'École Boulle", che in seguito abbandonerà per andare alla scuole di arte e mestieri, diventa impiegato in una fabbrica di componenti elettriche, a  Orléans correttore di stampa, e fotografo a Parigi.
Dopo il compimento dei vent'anni, è scaricatore di chiatte sulla Senna, (scaricatore di camion Halles), rappresentante di macchine da scrivere, venditore di stoffe, impiegato in un ufficio assicurativo, tassista (per cinque anni racconterà in modo ironico la sua esperienza in "Mon taxi et moi" "Il mio taxi ed io") egli racconta "Jo-les-Yeux-Sales" (ho gli occhi in vendita),
riprende la giustizia con la quale si unisce al "batouse" illegale processo di vendita.

## L'anatra incatenata
Viene ingaggiato come redattore a Le Canard enchaîné nel 1934, dopo aver inviato una risposta al poema, Pierre Châtelain-Tailhade. L'assunzione di un redattore senza alcuna esperienza è un avvenimento raro all'interno del giornale. Dopo la Seconda guerra mondiale, ha trovato la redazione del giornale. Il suo umorismo e il suo talento per il gioco di parole rapidamente divennero proverbiali.

## Commedie musicali
Nel 1960, Marguerite Monnot, compositrice di Édith Piaf, tornerà al musical, dopo tante esitazioni, prima di scrivere la musica di, "Irma la douce ", (Irma la dolce), il cui libretto è basato su un breve pezzo di Alexander Breffort "Aringa terribile" svolto da Michel Roux e Guy Pierraud, in una discoteca in Avenue de l'Opéra, vicino l'opera,.

## La seconda Guerra mondiale
Pacifista, si imbarca per Oslo, per accompagnare un suo amico, Roger Monclin, amministratore de  La Patrie humaine
Furono respinti dai norvegesi in prossimità di Stoccolma dove rimasero alcuni mesi, egli continua a inviare i suoi documenti a Merle Blanc, che era ricomparso nel marzo 1939. Fino al Trattato di armistizio. Nel maggio del 1941 ritorna a Parigi senza Roger Monclin, che ha rifiutato di tornare, a causa dei suoi legami con la Spagna anarchica. Nel marzo 1942, è stato arrestato per evasione progetto, sarà fermo per 4 mesi.